# River of Return
River of Return è un CD degli Agitation Free, pubblicato dall'etichetta discografica Prudence Records nel 1999.

## Tracce
1. River of Return – 8:24 (Gustl Lütjens)
2. 2 Part 2 – 5:46 (Gustl Lütjens)
3. Fame's Mood – 4:10 (Gustl Lütjens, Michael Günther)
4. Susie Sells Seashells at the Seashore – 10:01 (Gustl Lütjens, Burghard Rausch)
5. The Obscure Carousel – 5:16 (Lutz Ulbrich)
6. Nomads – 7:07 (Lutz Ulbrich)
7. Das Kleine Uhrwerk – 5:04 (Lutz Ulbrich, Gustl Lütjens, Michael Günther, Burghard Rausch)
8. 177 Spectacular Sunrises – 13:08 (Gustl Lütjens)
9. Keep On – 3:57 (Gustl Lütjens, Lutz Ulbrich, Burghard Rausch, Michael Günther) – Bonus Track

Edizione CD del 2009, pubblicato dalla Revisited Records (REV 103)
1. River of Return – 8:24 (Gustl Lütjens)
2. 2 Part 2 – 5:46 (Gustl Lütjens)
3. Fame's Mood – 4:12 (Gustl Lütjens, Michael Günther)
4. Susie Sells Seashells at the Seashore – 10:01 (Gustl Lütjens, Burghard Rausch)
5. The Obscure Carousel – 5:16 (Lutz Ulbrich)
6. Nomads – 7:03 (Lutz Ulbrich)
7. Das Kleine Uhrwerk – 5:04 (Lutz Ulbrich, Gustl Lütjens, Michael Günther, Burghard Rausch)
8. 177 Spectacular Sunrises – 11:10 (Gustl Lütjens)
9. Keep On – 3:57 (Gustl Lütjens, Lutz Ulbrich, Burghard Rausch, Michael Günther) – Bonus Track
10. First Communication – 10:14 (Gustl Lütjens, Lutz Ulbrich, Burghard Rausch, Michael Günther) – Bonus Track - Registrato dal vivo a Moers il 16 febbraio 1972

## Formazione
- Lutz Ulbrich - chitarra elettrica, chitarra acustica, ukulele, tastiere
- Gustl Lütjens - chitarra elettrica, chitarra acustica, tastiere
- Michael Günther - basso, tastiere
- Burghard Rausch - batteria

Ospiti
- Potsch Potschka - chitarra acustica, mandolino, udu, samples
- Minas Suluyan - percussioni
- Alto Pappert - sassofono tenore
- Chris Dehler - canto armonico (overtone vocals)
- Koma - bagpipe

Note aggiuntive
- Potsch Potschka - produttore (per la World Pop)
- Registrato al P.P. Studio nel 1999
- Brano bonus First Communication, registrato dal vivo a Moers, il 16 febbraio 1972
- Chrischi Schindowski e Potsch Potschka - ingegneri delle registrazioni
- Thomas Stiehler - masterizzazione
- Detlef Maugsch - fotografia
- Anton Zinkl - artwork[1]